# Слободяник Олена Модестівна
Олена Модестівна Слободяник (14 січня 1938, Осички (Ляхова), Житомирська область) — радянська і українська співачка (ліричне сопрано). Заслужена артистка УРСР (1982).

## Біографічні дані
Народилася 14 січня 1938 року в селі Осички (Житомирської області).
Після закінчення середньої школи в 1956 році вступила до Київського музучилища ім. Глієра на вокальний факультет, яке закінчила в 1960 році. В цьому ж році поступила в Київську консерваторію по класу вокалу до професора Єгоричевої Марини Іванівни.
В 1965 році закінчила консерваторію та отримала призначення Міністерства культури УРСР на роботу у заслужену Капелу бандуристів України солісткою.
В 1968 році перейшла працювати солісткою хору в Держтелерадіо України, де пропрацювала до свого звільнення у 2000 році у зв'язку з виходом на пенсію. Паралельно з 1968 року викладала вокал в студії з підготовки акторських кадрів при Капелі бандуристів, де пропрацювала багато років.
За час роботи в хорі Українського радіо співпрацювала з багатьма відомими музикантами, композиторами, диригентами, зокрема з К. Данькевичем, П.Майбородою, І. Карабіцем, Є. Станковичем; з диригентами Г. Кулябою, В. Мальцевим, П. Муравським, В. Скоромним, А.Бобирем, С. Литвиненком, В. Гнєдашом, Б. Щупаком.
За завданням музичних редакцій радіо записала понад 200 сольних творів у фонд радіо. Часто озвучувала кінострічки на кіностудії ім. О.Довженка, озвучувала мультфільми, зокрема Капітошку в мультфільмі «Капітошка» (1980).

## Записані твори до фонду Українського радіо
- Хусточка моя (українська народна пісня, обр. А.Єдлички).
- Кажуть люди, що щаслива (українська народна пісня, обр. Д.Січинського).
- Як затьохкав соловейко (українська народна пісня, обр. Г.Верьовки).
- Було не рубати (українська народна пісня, обр. А.Коципинського).
- Черевички мої (українська народна пісня, обр. М.Лисенка).
- Дует Марини та Василя (муз. М.Полонського, вірші М.Талалаєвського).
- Уноси мою душу (муз. Я.Степового, вірші С.Фруга).
- Тихо над річкою (муз. П.Батюка, вірші С.Черкасенка).
- Колискова (муз. К.Стеценка. вірші О.Коваленка).